# Stoben (Benz)
Stoben ist ein Ortsteil der Gemeine Benz auf der Insel Usedom.

## Geographie und Verkehr
Stoben ist ein Dorf mit zirka 60 Einwohnern im Südwesten des Schmollensees. Das langgestreckte Straßendorf liegt entlang der Hangkante der Hügellandschaft der Usedomer Schweiz zwischen dem Richtberg (38 m hoch) und dem Schluchtenberg (41 m hoch). Zirka einen Kilometer südlich befindet sich der Ort Benz, zu erreichen über die Kreisstraße 37, nördlich befindet sich der Ort Pudagla. Die Bundesstraße 111 führt im Westen vorbei.
Eine direkte Anbindung an das Schienennetz existiert nicht. Der nächstgelegene Bahnhof der Usedomer Bäderbahn ist Schmollensee (Bahnstrecke Züssow–Wolgaster Fähre–Swinemünde).

## Geschichte
Stoben wurde 1254 erstmals als „Stobeno“ urkundlich erwähnt. In der Urkunde bestätigen die Herzöge Barnim I. und Wartislaw III., dass das Kloster Grobe das Dorf Schlatkow in der Provinz Gützkow mit dem Ritter Tammo gegen Dörfer auf Usedom, darunter Stoben, tauscht. Den gleichen Fakt bestätigt Bischof Hermann vom Domkapitel Cammin in einer Urkunde. Der slawische Name wird mit „Dorf auf Pfählen“ gedeutet, was mit der Lage des Ortes an einer heute verlandeten Bucht des Schmollensee gebracht wird.
Stoben gehörte, wie der überwiegende Mittelteil der Insel Usedom, bis zu dessen Säkularisation 1537 dem Kloster Grobe/Pudagla. Danach kam Stoben, als Teil des aus den Klosterländereien gebildeten Amtes Pudagla, in den Besitz des Landesherrn.
Um 1865 hatte Stoben 190 Einwohner, die in 28 Wohnhäusern lebten. Es gab fünf Kossäten, 19 Büdner und einen Schmied. Es wurde Ackerbau und Viehzucht betrieben, jedoch keine Fischerei.
Nordwestlich in Richtung Pudagla befindet sich an der Bundesstraße 111 die so genannte Schäferei Stoben, deren Wohnplatz aber zu Pudagla zählt. Wie dieser Wohnplatz mit Stoben zusammenhängt ist unklar. Daneben befindet sich ja die intakte Bockwindmühle, eine der Sehenswürdigkeiten der Umgebung. Der nördlich von Stoben gelegene „Richtberg“ wird als Bodendenkmal eines Galgenberges, der Richtstätte des Klosters Pudagla mit der ihr zugebilligten hohen und niederen Gerichtsbarkeit angesehen.
Stoben wurde am 1. Juli 1950 nach Benz eingemeindet.
Auch in DDR-Zeiten veränderte sich die Form und Struktur des Ortes nicht, lediglich auf dem „Schluchtenberg“, der zur Hälfte zu Stoben gehört, lag die größere Radaranlage der NVA (Objekt Pudagla).